# X Андромеды
X Андромеды (лат. X Andromedae), HD 1167 — одиночная переменная звезда' в созвездии Андромеды на расстоянии (вычисленном из значения параллакса) приблизительно 11982 световых лет (около 3674 парсеков) от Солнца. Видимая звёздная величина звезды — от +15,2m до +8,5m.

## Характеристики
X Андромеды — красный гигант, пульсирующая переменная S-звезда, мирида (M) спектрального класса S2,9e-S5,5e, или S2,5-5/6-7e, или S2,9e-S3,9e, или S3,9e, или S4/7e, или S5/7e, или S5,5e, или Se, или Md. Эффективная температура — около 3295 К.